# Willie August Marango
Willie August Marango (26 dicembre 1982) è un ex calciatore vanuatuano, di ruolo centrocampista.

## Carriera

### Nazionale
Ha debuttato in Nazionale il 23 giugno 2000, in Tahiti-Vanuatu (2-3). Ha messo a segno la sua prima rete con la maglia della Nazionale l'8 luglio 2002, in Vanuatu-Figi (1-0), siglando la rete del definitivo 1-0 al 6º minuto di gioco. Ha partecipato, con la Nazionale, alla Coppa d'Oceania 2002. Ha collezionato in totale, con la maglia della Nazionale, 8 presenze e una rete.